# Georgios Kalamidas
Georgios Kalamidas (griechisch Γεώργιος Καλαμίδας, 17. Dezember 1944 in Agrinio; † vor oder am 2. September 2022) war ein griechischer Jurist. Er war von Juli 2009 bis Juni 2011 Präsident des griechischen Obersten Gerichtshofs Areopag.
Kalamidas hatte Rechtswissenschaften an der Universität Athen studiert. Er trat im Juni 1972 in den Justizdienst und wurde im Juli 2007 zum Vize-Präsidenten des Obersten Gerichtshofs befördert. Durch Beschluss des Ministerrats wurde er am 2. Juli 2009 zum Nachfolger von Vasilis Nikopoulos als Präsident des Areopag berufen.
Kalamidas war verheiratet und Vater eines Kindes.

## Quelle
- Der frühere Präsident des Obersten Gerichtshofs, George Kalamidas, ist gestorben. In: Proto Thema, 2. September 2022 (griechisch).